# Fred Hammond
Fred Hammond (* 1961 in Detroit, Michigan) ist ein US-amerikanischer Gospel- und Christian-Music-Sänger.

## Werdegang
Mit zwölf Jahren sang Hammond im Kirchenchor und in den frühen 1980er Jahren war er als Sänger und Bassist Mitglied der Winans. Danach schloss er sich Commissioned an, wo er sich nicht nur gesanglich, sondern auch als Produzent und Songwriter einen Namen machte. Deshalb startete er 1991 eine erfolgreiche Solokarriere.
Seine Alben erreichen regelmäßig Topplatzierungen in den Gospel- und Contemporary-Christian-Charts. Mit Pages of Life – Chapters 1 & 2 hatte er 1998 sein erstes Nummer-eins-Album in den Gospelcharts, das auch in die Billboard 200 kam. Es wurde mit Doppel-Platin ausgezeichnet und ist bis heute sein erfolgreichstes Album. Für Free to Worship wurde er 2008 mit dem Grammy für das beste zeitgenössische R&B-Gospelalbum ausgezeichnet.

## Diskografie

### Alben
| Jahr | Titel                                        | Höchstplatzierung, Gesamtwochen, AuszeichnungChartplatzierungen (Jahr, Titel, Platzierungen, Wochen, Auszeichnungen, Anmerkungen) | Höchstplatzierung, Gesamtwochen, AuszeichnungChartplatzierungen (Jahr, Titel, Platzierungen, Wochen, Auszeichnungen, Anmerkungen) | Anmerkungen                                                                                   |
| Jahr | Titel                                        | US | Gospel | Anmerkungen                                                                                   |
| ---- | -------------------------------------------- | --- | --- | --------------------------------------------------------------------------------------------- |
| 1991 | I Am Persuaded                               | — | Gospel11 (29 Wo.)Gospel | Erstveröffentlichung: 28. Mai 1991                                                            |
| 1993 | Deliverence                                  | — | Gospel26 (11 Wo.)Gospel | Erstveröffentlichung: 20. April 1993                                                          |
| 1995 | The Inner Court                              | — | Gospel10 (101 Wo.)Gospel | mit Radical for Christ                                                                        |
| 1995 | The Spirit of David                          | US— GoldUS | Gospel2 (104 Wo.)Gospel |                                                                                               |
| 1998 | Pages of Life – Chapters 1 & 2               | US51 ×2Doppelplatin · (21 Wo.)US                                                                                                  | Gospel1 (112 Wo.)Gospel | Erstveröffentlichung: 28. April 1998                                                          |
| 2000 | Purpose by Design                            | US46 Gold · (17 Wo.)US | Gospel1 (106 Wo.)Gospel | Erstveröffentlichung: 21. März 2000 mit Radical for Christ                                    |
| 2001 | Christmas… Just Remember                     | — | Gospel2 (14 Wo.)Gospel |                                                                                               |
| 2002 | Speak Those Things – Pages of Life Chapter 3 | US38 (8 Wo.)US | Gospel1 (57 Wo.)Gospel |                                                                                               |
| 2003 | Nothing But The Hits                         | — | Gospel9 (… Wo.)Gospel | Erstveröffentlichung: 3. September 2003                                                       |
| 2004 | Somethin’ ’Bout Love                         | US35 Gold · (13 Wo.)US | Gospel1 (104 Wo.)Gospel | Erstveröffentlichung: 8. Juni 2004                                                            |
| 2006 | Free to Worship                              | US29 (7 Wo.)US | Gospel1 (66 Wo.)Gospel | Erstveröffentlichung: 31. Oktober 2006                                                        |
| 2007 | The Essential Fred Hammond                   | — | Gospel14 (36 Wo.)Gospel | Erstveröffentlichung: 25. September 2007                                                      |
| 2009 | Love Unstoppable                             | US26 (11 Wo.)US | Gospel1 (79 Wo.)Gospel | Erstveröffentlichung: 29. September 2009                                                      |
| 2010 | Playlist – The Very Best of Fred Hammond     | — | Gospel10 (55 Wo.)Gospel |                                                                                               |
| 2011 | My Friends, My Fam                           | — | Gospel15 (4 Wo.)Gospel | Erstveröffentlichung: 26. Juli 2011 mit Grandad Turner                                        |
| 2012 | God, Love & Romance                          | US8 (10 Wo.)US | Gospel1 (78 Wo.)Gospel | Erstveröffentlichung: 30. Januar 2012                                                         |
| 2013 | United Tenors                                | US39 (7 Wo.)US | Gospel1 (77 Wo.)Gospel | Erstveröffentlichung: 22. März 2013 mit Dave Hollister, Eric Roberson & Brian Courtney Wilson |
| 2014 | I Will Trust                                 | US41 (1 Wo.)US | Gospel1 (55 Wo.)Gospel | Erstveröffentlichung: 17. November 2014                                                       |
| 2016 | Worship Journal: Live                        | US113 (1 Wo.)US | Gospel1 (34 Wo.)Gospel | Erstveröffentlichung: 30. September 2016                                                      |
| 2018 | Uncle Fred: Texture Of A Man                 | — | Gospel6 (3 Wo.)Gospel | Erstveröffentlichung: 11. Mai 2018                                                            |
| 2018 | The Best Of Fred Hammond                     | — | Gospel8 (126 Wo.)Gospel | Erstveröffentlichung: 15. Juni 2018                                                           |

Weitere Alben
- 2001: In Case You Missed It... And Then Some

### Singles
| Jahr | Titel Album                                  | Höchstplatzierung, Gesamtwochen, AuszeichnungChartplatzierungen (Jahr, Titel, Album, Platzierungen, Wochen, Auszeichnungen, Anmerkungen) | Höchstplatzierung, Gesamtwochen, AuszeichnungChartplatzierungen (Jahr, Titel, Album, Platzierungen, Wochen, Auszeichnungen, Anmerkungen) | Anmerkungen                                              |
| Jahr | Titel Album                                  | US | Gospel | Anmerkungen                                              |
| ---- | -------------------------------------------- | --- | --- | -------------------------------------------------------- |
| 2005 | Loved On Me Somethin’ ’Bout Love             | — | Gospel25 (9 Wo.)Gospel |                                                          |
| 2005 | Celebrate (He Lives) Somethin’ ’Bout Love    | — | Gospel32 (3 Wo.)Gospel |                                                          |
| 2005 | I Will Find A Way Somethin’ ’Bout Love       | — | Gospel16 (20 Wo.)Gospel |                                                          |
| 2007 | This Is The Day Free To Worship              | — | Gospel15 (23 Wo.)Gospel |                                                          |
| 2007 | Thank You (I Won’t Complain) Free To Worship | — | Gospel27 (8 Wo.)Gospel |                                                          |
| 2009 | They That Wait Love Unstoppable              | — | Gospel1 (68 Wo.)Gospel | feat. John P. Kee                                        |
| 2011 | Awesome God –                                | — | Gospel12 (21 Wo.)Gospel |                                                          |
| 2012 | I Feel Good God, Love & Romance              | — | Gospel1 (44 Wo.)Gospel |                                                          |
| 2012 | I Will Lift Him Up –                         | — | Gospel22 (20 Wo.)Gospel |                                                          |
| 2013 | Here In Our Praise –                         | — | Gospel6 (38 Wo.)Gospel | Erstveröffentlichung: 19. Februar 2013 mit United Tenors |
| 2014 | I Will Trust                                 | — | Gospel4 (44 Wo.)Gospel | feat. BreeAnn Hammond                                    |
| 2016 | Father Jesus Spirit Worship Journal: Live    | — | Gospel9 (29 Wo.)Gospel | Erstveröffentlichung: 17. Juni 2016                      |
| 2018 | Tell Me Where It Hurts –                     | — | Gospel14 (14 Wo.)Gospel | Erstveröffentlichung: 16. November 2018                  |
| 2019 | Alright –                                    | — | Gospel4 (26 Wo.)Gospel | Erstveröffentlichung: 8. Oktober 2019                    |
| 2021 | Hallelujah –                                 | — | Gospel15 (6 Wo.)Gospel | Erstveröffentlichung: 3. Oktober 2021                    |

Weitere Singles
- 2015: No Weapon (US: Gold)

### Gastbeiträge
| Jahr | Titel Album                | Höchstplatzierung, Gesamtwochen, AuszeichnungChartplatzierungen (Jahr, Titel, Album, Platzierungen, Wochen, Auszeichnungen, Anmerkungen) | Höchstplatzierung, Gesamtwochen, AuszeichnungChartplatzierungen (Jahr, Titel, Album, Platzierungen, Wochen, Auszeichnungen, Anmerkungen) | Anmerkungen                                      |
| Jahr | Titel Album                | US | Gospel | Anmerkungen                                      |
| --- | -------------------------- | --- | --- | ------------------------------------------------ |
| 2008 | Cover Me –                 | — | Gospel3 (47 Wo.)Gospel | 21:03 with Fred Hammond, Smokie Norful & J Moss  |
| 2012 | Hold On The Transformation | — | Gospel2 (53 Wo.)Gospel | James Fortune & FIYA feat. Monica & Fred Hammond |
| 2018 | Glory To God –             | — | Gospel20 (2 Wo.)Gospel | Emcee N.I.C.E. feat. Fred Hammond                |
| Folgende Lieder erschienen nicht als Single, wurden aber durch das Album zum Download und Streaming bereitgestellt und konnten somit eine Platzierung erlangen: |                            | | |                                                  |
| |                            | | |                                                  |
| 2019 | Hands On Jesus Is King     | US59 (1 Wo.)US | Gospel10 (21 Wo.)Gospel | Kanye West feat. Fred Hammond                    |